# Будинок-музей Піта Мондріана
Будинок-музей Піта Мондріана (нід. Het Mondriaanhuis) і Музей конструктивістського і абстрактного мистецтва (нід. Museum voor Constructieve en Concrete Kunst) — біографічний (присвячений митцю Піту Мондріану) і художній музей у нідерландському місті Амерсфорті, що міститься в будинку, де художник народився в 1872 році.
Музей розташований у історичному центрі міста. Будівля християнської початкової школи, де батько Мондріана був директором, також були включені до музейного комплексу.
У 1994 році у приміщеннях батьківського дому Мондріана та школи були відкриті бібліотека і центр документації.
Починаючи від 2001 року «будинок Мондріана» функціонує винятково як музей конструктивістського і абстрактного мистецтва у Нідерландах.